# Чичков, Василий Михайлович
Василий Михайлович Чичков (11 июля 1925 — 30 октября 1985) — русский советский писатель, член Союза писателей СССР (1964), журналист.
В 17 лет, будучи на фронте командиром взвода артразведки дивизиона БМ-13 «Катюша», награждён орденом Красного Знамени. 
После войны — журналист-международник, собственный корреспондент газеты «Правда» в Латинской Америке, заместитель главного редактора журнала «Вокруг света». В 1981—1985 годах — главный редактор литературно-художественного альманаха «Современная драматургия».
Два произведения писателя были экранизированы: «Этот странный русский» и «Эти непослушные сыновья».

## Биография
Родился 11 июля 1925 года в городе Москве.
С началом Великой Отечественной войны, Чичков, которому в июле 1941 года исполнилось лишь 16 лет, изменив год рождения на 1923 поступил в Первую Московскую артспецшколу.
С осени 1942 года на Воронежском фронте — лейтенант, начальник разведки 389 отдельного гвардейского минометного дивизиона 97 гвардейского минометного полка (полк реактивной артиллерии, имевший на вооружении 36 установок БМ-13 «Катюша», с 12 сентября 1942 года в составе 40-й армии).
В семнадцать лет награждён орденом Красного Знамени:

Тов. Чичков получил задание разведать точное расположение частей противника. 22 сентября 1942 года гвардии лейтенантом Чичковым В. М. было обнаружено скопление пехоты противника, по его инициативе и данным им координатам был дан залп. В результате было уничтожено до роты пехоты и два танка противника. Как начальник разведки точно корректировал огонь своего дивизиона. В результате залпов 22.09.1942 в 11:45, 12:20, 16:15, 16:30 на счету имеется 4 подбитых танка и уничтожено около батальона пехоты противника.— из наградного листа на Орден Красного Знамени, от 22 сентября 1942 года
В октябре 1942 года в боях под Воронежем на Чижовском плацдарме был тяжело ранен, после излечения в госпитале в 1943 году вернулся в строй.
Победу встретил в Штеттине в звании старшего лейтенанта. Также был награждён Орденом Отечественной войны I степени (1985).

### Журналист
После войны поступил в МГИМО, который окончил в 1952 году.
Работал литературным сотрудником, а затем специальным корреспондентом газеты «Правда» в странах Латинской Америки.
Когда на Кубе победила Кубинская революция, Василий Чичков был первым советским корреспондентом, прилетевшим в Гавану, встречался с Фиделем Кастро и Че Геварой.
В 1958 году вышла в свет первая книга «Под созвездием Южного Креста». В 1964 году принят в члены Союза писателей СССР.
Работал заместителем главного редактора журнала «Вокруг света».
В 1981—1985 годах — главный редактор литературно-художественного альманаха «Современная драматургия».
Умер 30 октября 1985 года.

## Творчество
…И еще одно качество привлекает читателя к книгам Василия Чичкова. У его героев во всех обстоятельствах, даже в самых трудных, не исчезает оптимизм, смелый взгляд в будущее. Писатель рисует светлый, самоотверженный образ советского человека, образ жизнеутверждающий и зовущий за собой.
Автор книг о Южной Америке: «Под созвездием южного креста», «Заря над Кубой», «Пепе — маленький кубинец», «Бунтующая земля», «Мексиканские рассказы», «В погоне за Мексикой», «Тайна Священного колодца» (о поисках сокровищ народа майя) и других.
Военной теме посвящены автобиографичные документальные повести «Трое спешат на войну», «Покой нам и не снился» и другие.
Автор пьес «Этот странный русский», «Неоконченный диалог», «Мальчишки из Гаваны» (по повести «Пепе — маленький кубинец»), «Эти непослушные сыновья» (по одноимённой повести), «Исповедь комиссара», «Гость в своем доме».

### Сценарист
Документальные фильмы:
- 1967 — Мексика, рожденная в веках (документальный)
- 1970 — Трудные старты Мехико (документальный, об Олимпиаде-68 в Мехико, отмечен Золотой медалью на Рижском кинофестивале в 1970 году)

Художественные фильмы:
- 1976 — Эти непослушные сыновья — по одноименной повести В. Чичкова.
- 1985 — Контракт века — совместно с Э. Володарским.
- 1985 — Этот странный русский — по одноименной пьесе В. Чичкова, телеспектакль в постановке Московского театра имени М. Н. Ермоловой.